# Totora (Oruro)
Totora è un comune (municipio in spagnolo) della Bolivia nella provincia di San Pedro de Totora (dipartimento di Oruro) con 5.892 abitanti (dato 2010).

## Cantoni
Il comune è suddiviso in 7 cantoni.
- Calazaya
- Chojña Cota
- Crucero
- Culta
- Huacanapi
- Marquirivi
- Totora